# Gößnitz (Thuringe)
Pour les articles homonymes, voir Gößnitz.
Gößnitz est une ville de l'est du land de Thuringe (Allemagne), située dans l'arrondissement du Pays-d'Altenbourg.

## Géographie

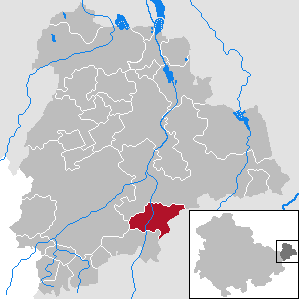
Situation de Gößnitz dans l'arrondissement d'Altenbourg

Gößnitz est situé dans le sud de l'arrondissement à la limite avec l'arrondissement de Zwickau, à 11 km au sud d'Altenbourg. La ville, qui se trouve au point de passage entre Monts Métallifères (Erzgebirge) et plaine de Leipzig est arrosée par la rivière Pleiße, affluent de l'Elster Blanche.
Elle est composée de la ville centre (kernstadt) et de cinq quartiers (population en 2009) : Hainichen (154), Nörditz (109), Pfarrsdorf (23), Naundorf (100) et Koblenz (32). Gößnitz administre aussi les communes de Heyersdorf et Ponitz.
Communes limitrophes (en commençant par le nord et dans le sens des aiguilles d'une montre) : Saara, Schönburg, Meerane, Ponitz et Schmölln.

## Histoire

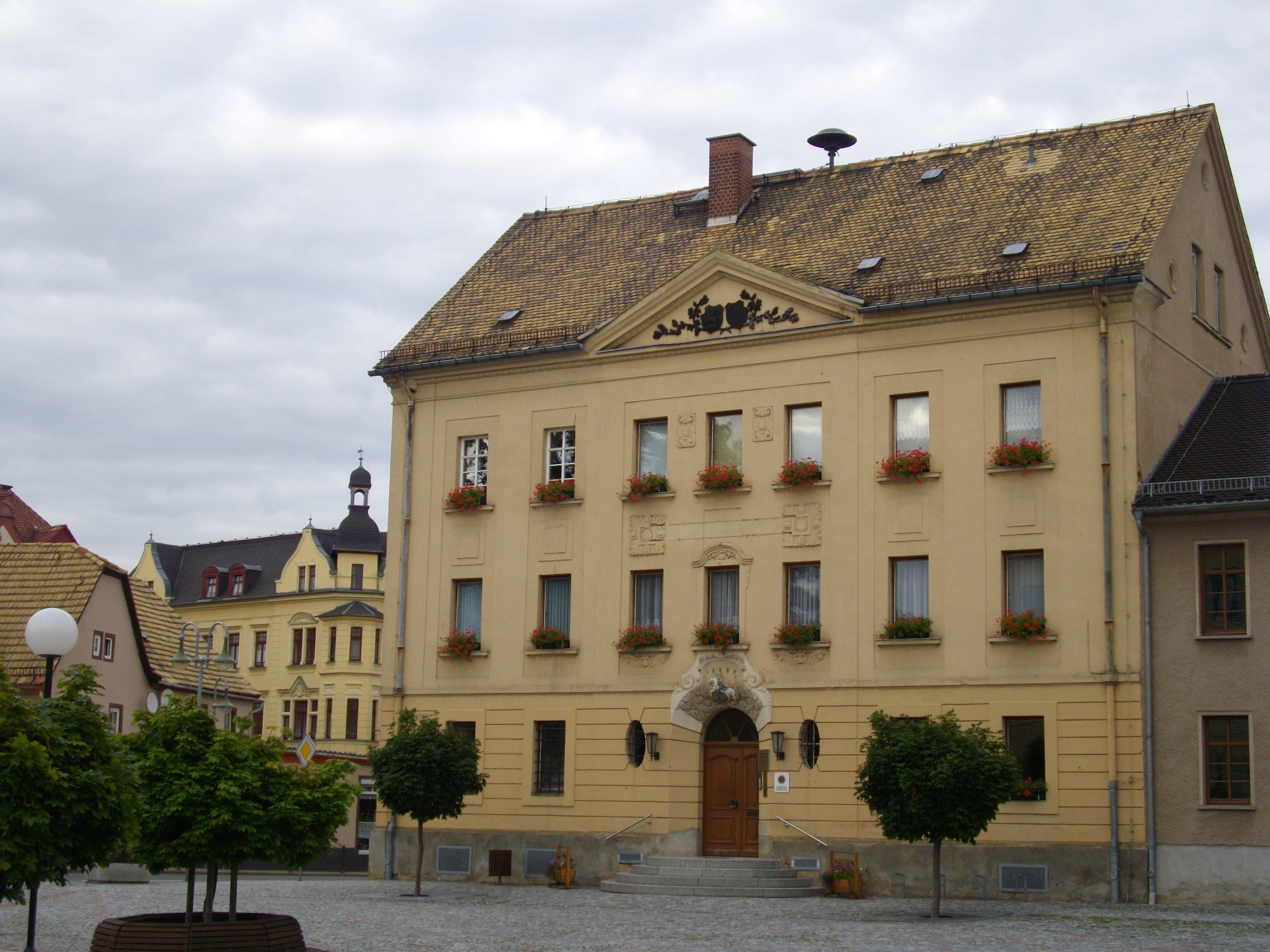
L'hôtel de ville de Gößnitz

La première mention écrite de la cité date de 1253 en tant que seigneurie appartenant à un chevalier d'Empire. Son nom est certainement d'origine sorabe.
En 1554, elle passe dans le domaine de la famille de Saxe-Altenbourg. Elle obtient en partie le statut de ville en 1718 mais doit attendre 1874 pour en être dotée complètement.
Faisant partie du duché de Saxe-Altenbourg, elle appartient de 1918 à 1920 à l'éphémère République de Saxe-Altenbourg avant de rejoindre le land de Thuringe en 1920. Les communes de Hainichen, Nözditz, Pfarrsdorf, Naundorf et Koblenz lui sont incorporées dans les années 1950.

## Démographie
| 1831  | 1900  | 1933                              | 1939                              | 1960  | 1995  | 2000  | 2005  | 2010  |
| ----- | ----- | --------------------------------- | --------------------------------- | ----- | ----- | ----- | ----- | ----- |
| 1 304 | 6 442 | 7 098 (6 636 pour la ville seule) | 6 911 (6 483 pour la ville seule) | 7 042 | 4 740 | 4 423 | 4 039 | 3 752 |

## Jumelage
- Neuenbürg (Allemagne) dans le land de Bade-Wurtemberg